# Francisco Requena
Francisco Policarpo Manuel Requena y Herrera (* Mazalquivir, 1743 - † Madrid, 1824) fue un ingeniero y militar español nacido en el Fuerte de Mazalquivir, en territorio de la entonces Regencia de Argel, que participó en la Demarcación de los Límites Hispano-Lusos en la cuenca del Amazonas (siglo XVIII). Su célebre Informe al Rey de España, fue decisivo en la reincorporación de la Comandancia General de Maynas al Virreinato del Perú, «desde el cual era más accesible y más fácil su gobierno».

## Biografía
Francisco Requena y Herrera, y había nacido en Mazalquivir (Orán), el 26 de enero de 1743. Fueron sus padres el contralor de Artillería, don Francisco Requena y Molina y doña María Herrera Cabello. Estuvo casado con doña María Luisa Santisteban.
A los 15 años se incorporó al ejército español, el 4 de marzo de 1758 ingresa en el Regimiento de Ingenieros Cadetes «fixo» de Orán, en donde permanece aproximadamente 3 años. Como alférez de ingenieros, el 22 de febrero de 1764, es destinado a Panamá (Virreinato de Nueva Granada), hacia donde embarca en mayo del mismo año. El 12 de junio de 1765, Requena asciende al grado de teniente. Recibida la orden de atender las obras de fortificación y de la Real Contaduría de Portobelo, se le encarga también la construcción de un fuerte en las riberas del río Bayano, ya que el que existía en Ferable había sido anegado por las aguas. Hacia fines de 1768, el virrey le encomienda la restauración y el revestimiento del castillo de San Lázaro, en Cartagena de Indias.
Cumplidos los cinco años reglamentarios de estancia en América y recibida la real orden de S. M. para regresar a España con fecha 12 de enero de 1769, en Cartagena de Indias  el virrey de Santa Fe, Don Pedro Messía de la Cerda, viendo la capacidad de Francisco Requena,   se le encarga levantar el plano del río y la ciudad y puerto de Santiago de Guayaquil, con todos los proyectos necesarios para fortificarla. a pesar de soportar un clima duro Francisco Requena permaneció residiendo en Guayaquil, alrededor de 5 años. En julio de 1774, por otra superior orden, deja esta ciudad, para cumplir en Cuenca otra misión que el virrey le encomendaba y que luego de 6 meses retorna a Guayaquil, ascendido ya a capitán el 21 de junio de 1776, donde se encarga de los Planos y edificios para una Fábrica de Tabacos.
Hacia finales del siglo XVIII, el problema de las fronteras en el Amazonas, seguía sin solución. Mediante real orden del 6 de junio de 1778, firmada en Aranjuez y enviada a los virreyes del Perú, Santa Fe, y Buenos Aires, se determina la formación de las Juntas de Demarcación de Límites, encomendando a este último virreinato, de reciente creación, las Partidas 1.ª, 2.ª y 3.ª, mientras que al de Santa Fe queda encomendada la 4.ª Partida. Conocida la real orden, se nombra a don José García de León como primer comisario y gobernador de Maynas, y con él, su ayudante, don Francisco Requena y Herrera. Pero como García de León es nombrado Presidente de la Audiencia de Quito, por real orden del 10 de mayo de 1779, Requena es designado interinamente gobernador de Maynas y primer comisario de la 4.ª Partida de la Comisión de Límites con Portugal. Como gobernador de esta importante región amazónica, dejó una Descripción del gobierno de Maynas y Misiones en él establecidas, formada por el Coronel Francisco Requena y Herrera mediante el Tratado Preliminar de Límites, desde el 1777, hasta el año de 1793, en el que retornará a España.
El 8 de octubre de 1802, fue ascendido en su graduación militar al empleo de mariscal de campo.
En Cádiz, fue nombrado consejero de Estado, por las Cortes de 1812, y allí permaneció hasta su traslado con el gobierno, a la Corte de Madrid, donde en septiembre de 1814. Caballero de la Real y Militar Orden de San Hermenegildo, fue también nombrado decano
del Consejo de Indias, cargo que ejerció durante los años, que van de 1816 a 1820. 
Falleció el 1 de febrero de 1824, en la ciudad de Madrid.

## Premios y reconocimientos
Llevan su nombre:
- La ciudad de Requena en la región Loreto fue nombrada en honor a él.
- un distrito y una provincia del actual departamento de Loreto,
- la capital del distrito de Requena